# Ammat
Ammat je stará jednotka délky používaná v Babylonii. Její velikost činila 0,526 m.
Převodní vztahy:
- 1 ammat = 30 uban = 6 qat = 1/6 qanú = 1/36 sos = 1/1080 parasang = 1/2160 kaspu.